# Reofil

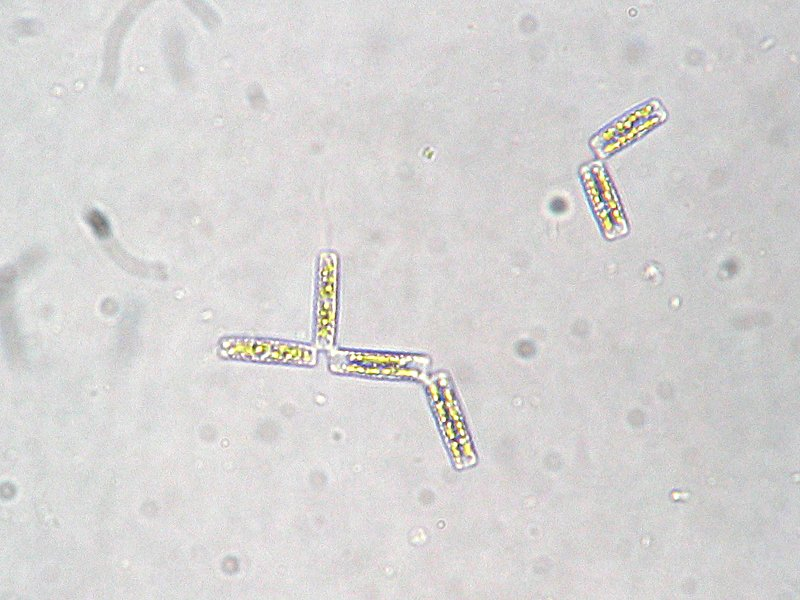
Diatoma vulgare – gatunek reofilnej okrzemki

Reofil – gatunek żyjący w wodach bieżących oraz w innych typach wód, preferujący siedliska cieków: rzeki, strumienie, potoki. Przystosowany do znoszenia prądu wody.
Według niektórych klasyfikacji, reofile osiągają optimum ekologiczne w wodach o prędkości prądu 13–70 cm/s. W wodach szybszych żyją reobionty, jeszcze szybszych torentikole, a wolniejszych limnofile i limnobionty (pośrodku zaś są organizmy pod tym względem obojętne).